# Blick zurück im Zorn (1959)
Blick zurück im Zorn ist ein britisches Spielfilmdrama aus dem Jahre 1959 von Tony Richardson nach einer Vorlage (1956) von John Osborne. Die Hauptrollen spielen Richard Burton und Claire Bloom.

## Handlung
Der 25-jährige Jimmy Porter hat das College hinter sich gebracht und betreibt mit seiner Ehefrau Alison irgendwo in einem trostlosen Londoner Vorort einen Süßwarenstand. Jimmy ist von seinem bisherigen Leben zutiefst desillusioniert. Ihm will einfach nichts gelingen, er ist zornig auf alles und jedermann und wird von seiner Schwiegermutter, die von Anbeginn gegen diese Ehe war und ihn dies jeden Tag spüren lässt, ausgiebig verachtet und gehasst. Alison und Jimmy entstammen unterschiedlichen Gesellschaftsschichten und leben in einer kleinen Mansardenwohnung. Während Jimmy seine Zornesausbrüche oftmals herausschreit, ist Alison ein ruhiger, in sich gekehrter Mensch. Die ständige Wut Jimmys, der der englischen Unterschicht entstammt, zielt insbesondere auf die Mittelschicht, der, bezüglich ihrer Herkunft, auch Alison angehört. Gegenüber beider Mitbewohner Cliff erzählt Alison mit sorgenvoller Miene, dass sie von Jimmy ungewollt schwanger wurde und nicht weiß, wie sie es Jimmy beibringen soll. Jimmy wird immer unausstehlicher; auf Alisons Mitteilung, dass sie ihre Freundin Helena Charles erwarte, reagiert ihr unleidlicher Gatte höchst aggressiv und unwirsch. 
Helena erfährt von Alison die Gründe, weshalb sie Jimmy erst zum Freund genommen und schließlich geheiratet hat. Sein Rebellentum ließ ihn für sie interessant, fast wie ein „Ritter“, erscheinen. Kaum betritt Jimmy den Raum, fängt er sofort an, gegen Helena zu stänkern. Abgetörnt von seinen neuerlichen Ausfällen, beschließen die beiden Freundinnen, zu gehen, worauf Jimmy annimmt, dass Alison ihn betrüge. Die junge Ehefrau sagt ihrer Freundin, dass sie ihre Eltern angerufen habe, damit man sie endlich hier aus diesem engen Loch und der sich ausweitenden Beziehungshölle befreien möge. Als ihr Vater erscheint, kehrt Alison mit ihm in ihr Elternhaus zurück. Über Cliff will Helena Jimmy eine Nachricht zukommen lassen, doch der lehnt die Entgegennahme des Briefchens ab. Jimmy taucht plötzlich auf und bedroht die Freundin seiner Gattin. Ein Wort gibt das andere, und schließlich macht Helena Jimmy klar, dass Alison schwanger sei. Zwar ist er überrascht, zeigt aber keinerlei Änderung in seinem Verhalten. Plötzlich kippt die Stimmung. Aus verbaler Aggression entspringt Leidenschaft: Beide jungen Leute, die sich bislang ausgiebig gehasst haben, fallen regelrecht übereinander her und küssen sich leidenschaftlich. Dann lassen sie sich auf das Ehebett fallen.
Monate später haben sich die Zustände nach außen hin beruhigt. Helena und Jimmy verstehen sich sehr viel besser, und sie wird von dem aufbrausenden Gesellschaftsverlierer deutlich freundlicher behandelt als seine Gattin Alison. Gemeinsam mit Cliff besuchen sie eine Varieté-Vorstellung. Der ewige Mitbewohner  erklärt den beiden, dass er aus der Potter-Mansarde ausziehen wird. Helena, Jimmy und Cliff beschließen, zum letzten Mal als Dreiergespann einen Abend mit dem gemeinsamen Freund zu verbringen. In der Wohnung erscheint Alison, die einen traurigen und niedergeschlagenen Eindruck hinterlässt. Jimmy sieht sie gar nicht richtig an und interessiert sich ganz offensichtlich nicht die Spur für das Befinden seiner Ehefrau. Alison gesteht Helena, dass sie das Baby verloren habe. Helena erkennt, dass sie sich falsch verhalten hat, als sie eine Affäre mit dem Mann ihrer besten Freundin begann. Sie beschließt, zu gehen. Jimmy antwortet auf Helens Erklärung ihres Verhaltens und den nachfolgenden Abgang mit blankem Sarkasmus. Zwar versöhnt sich das Ehepaar wieder, aber Zeichen der Hoffnung sind nicht zu erkennen. Alison lebt weiter dumpf vor sich hin, und Jimmy Potter versinkt in Resignation und Selbstmitleid.

## Produktionsnotizen
Blick zurück im Zorn, das Kinolangfilmdebüt Tony Richardsons, wurde 1958 gedreht und am 28. Mai 1959 in London in Anwesenheit von Prinzessin Margaret uraufgeführt. Die deutsche Erstaufführung fand am 26. Februar 1960 statt. Am 23. März 1967 erfolgte die deutsche Fernseherstausstrahlung in der ARD.
Nigel Davenport, der bereits reichlich Erfahrungen vor Fernsehkameras gesammelt hatte, gab hier seinen Einstand beim Kinofilm.
John Addison hatte die Musiküberwachung. Peter Glazier entwarf die Filmbauten, Jocelyn Rickards die Kostüme.
Der Film kostete rund eine Viertelmillion britische Pfund.

## Kritiken
„Tony Richardson als Regisseur hat die Story geschickt für den Film geändert und ausgeweitet und mit feinem Einfühlungsvermögen die Atmosphäre der aus den Gleisen geworfenen, jazzbesessenen Jugend von heute gezeichnet. Der Film ist brillant, seine Darstellung glänzend. Richard Burtons Jimmy Porter ist eine dynamische Leistung, beherrscht den Film völlig und dürfte dem ehemaligen Star des Old Vic viele neue Freunde erwerben. Mary Ure als Jimmys Frau Alison, die diese Rolle bei der Weltpremiere des Stückes in London spielte – sie hat inzwischen Osborne geheiratet – wirkt im Film vielleicht noch pathetischer in ihrem hilflosen Leid. Die Helena – Alisons resolute Freundin, die sich Jimmy entgegensetzt und ihm später doch verfällt – ist mit das Beste, was Claire Bloom bisher im Film gezeigt hat. Sehr gut auch Gary Raymond als Jimmys Freund Cliff, der die unerträglichen Launen des Rebellen mit gelegentlichem Humor aufheitert.“

„„Des zornigen Briten John Osborne geschickt zusammengeheftetes Bühnenstück wurde für den Filmgebrauch auseinandergetrennt und unter Mithilfe des Autors kinogerecht neu zusammengeschneidert ... Regisseur Tony Richardson verließ mit der Kamera die Mansardenwohnung (den einzigen Schauplatz des Bühnenstücks) und photographierte die Ausbrüche des unbeherrschten Osborne-Helden auf Bahnhöfen, in Jazzkellern und auf einem Wochenmarkt. In dem gleichen Maße, in dem das Stück mit – eindrucksvoll gefilmten – Schauplätzen und Gesichtern angereichert wurde, büßte es jedoch an Glaubwürdigkeit ein: Der 36jährige Richard Burton stänkert als Osbornes Jimmy Porter eher wie ein Veteran zorniger junger Männer umher.““

Im Lexikon des Internationalen Films heißt es: „"New Cinema"-Regisseur Tony Richardson erweitert den klaustrophobischen Schauplatz des Bühnenstücks von John Osborne und bindet das Geschehen in die beklemmend realistische Milieustudie einer tristen britischen Arbeitervorstadt ein. Richard Burton verleiht der Hauptfigur allerdings eine Dominanz und Faszinationskraft, die das soziale Umfeld weitgehend in den Hintergrund treten läßt.“
„Richardson wurde mit dieser für seine eigene, John Osbornes und Harry Saltzmans Firma ‘Woodfall’ hergestellten Adaption schlagartig berühmt. Er avancierte zum Wortführer der ‘zornigen jungen Männer’ innerhalb des britischen Kinos, die das Niveau der gängigen britischen Filmunterhaltung scharf attackierten und eine grundlegende Veränderung, eine Revolutionierung des heimischen Filmschaffens forderten.“